# 伊斯兰哲学
伊斯蘭哲學（阿拉伯語：الفلسفة الإسلامية）是伊斯蘭研究的一部分。它長久以來嘗試在信念、理性或哲學、伊斯蘭教的宗教教學之間取得協調。一個參與伊斯蘭哲學的穆斯林被稱為穆斯林哲學家。

## 定義
嘗試把宗教和哲學結合是一件非常困難的事情，因為這裡沒有清晰的前提。哲學家一般認為一個人應該接受來自任何來源的事實可能性及關注其論據。另一方面，古典宗教信徒有自己一套宗教原則，他們認為這是不可爭辯的。因這些目標和看法上的分歧，一些人認為一個人並不能同時是一位哲學家及伊斯蘭教名副其實的信徒。伊斯蘭教被其信徒視為啓示宗教。從這個角度來看，所有把宗教和哲學結合起來的嘗試最終都會以失敗告終。
另一些人則認為，伊斯蘭教與哲學的結合是可能的。尋求這種結合的方法就是利用哲學的論據去證明某人預設的一些宗教原則是正確的。這種手法可見於許多宗教傳統的著作裡，包括猶太教、基督教及伊斯蘭教，但這說法一般不被真正的哲學家接納。另一種方法則是某人不再堅持他的宗教信仰原則是正確無誤，除非有人以哲學理論分析而得出結論，但這又不被該宗教的信徒視為虔誠。第三種方法，也是更罕見和困難的方法，就是將分析哲學應用在宗教信仰之上。在這個情況下，一個篤信宗教的人又可以是哲學家，他會提出這些問題：
- 應該要相信甚麼才會被看作一位真正的信徒？
- 我們要怎樣才可調和科學與宗教？
- 我們要怎樣才可調和數學與宗教？

伊斯蘭哲學可引伸出許多不同的定義。據《簡明勞特利奇哲學百科全書》所說，伊斯蘭哲學是伊斯蘭文化框架裡的哲學流派，並不一定與宗教事務相關，也不一定是穆斯林專有的。

## 形成
正如名稱所示，伊斯蘭哲學是指伊斯蘭社會環境內的哲學活動。早期及古典的伊斯蘭哲學是源自伊斯蘭宗教（特別是古蘭經所帶出的思想及解說）。穆斯林征服了亞歷山大、敍利亞、君迪沙浦爾（Jundishapur），使他們獲知了古希臘哲學及前伊斯蘭時期的印度哲學。早期的許多哲學爭論都與調和宗教與理性相關，後者是典型的希臘哲學。伊斯蘭哲學的一個特色是，其哲學廣為流傳，但始終與古蘭經及聖行保持一致。

## 早期的伊斯蘭哲學
早期的伊斯蘭思想，即是伊斯蘭黃金時代的哲學在8世紀至12世紀之間成形，可以從中區分出兩種思潮。其中一種是凱姆拉（Kalam），主要涉及伊斯蘭神學的問題；另一種則是法爾薩法，建基於亞里斯多德哲學及新柏拉圖主義。後世的哲學家嘗試把這兩種思潮協調，如創立阿維森納主義的伊本·西那、創立阿威羅伊主義（Averroism）的伊本·魯世德、海什木及比魯尼。

### 凱姆拉
凱姆拉是以辨證法尋求伊斯蘭神學原則的哲學。在阿拉伯語裡，凱姆拉解作「言語」。
獨立思維以伊智提哈德（獨立判斷）的方法來研究古蘭經的信條。在伊斯蘭哲學出現之前，古蘭經被認為是神之啓示而被信奉。其中一個爭論是，一些卡達爾（Qadar，前定）的擁護者主張自由意志，另一些人則相信宿命論。
在回曆第二紀元，一個新運動在伊拉克巴士拉的一所神學學校發展起來。一名叫瓦綏勒·伊本·阿塔（Wasil ibn Ata）的學生因作答不符合正統的伊斯蘭信仰而被趕出學校，他成為了一所新學校的領袖，他把那些傳統學派的激進觀點系統化，特別是那些卡達爾擁護者的見解。這所新學校被稱為穆爾太齊賴，其主要的教條是：
1. 真主是絕對完整的，沒有性質可以歸因於祂。
2. 人類擁有自由意志。穆爾太齊賴學派視人類為「正義及團結的擁護者」。
3. 所有救贖人類所必要的知識是源自真主的意志。人類可以在啓示的前後獲得知識，所有人類在隨時隨地都必須擁有知識。

穆爾太齊賴為了維護他們的原則而與正統的伊斯蘭教作對，在哲學當中尋找理據支持，他們是首批貫徹一種叫伊爾姆凱拉姆（Ilm-al-Kalam ）的自然神學（經院哲學），信仰者被稱為穆塔卡拉明（Mutakallamin）。這名稱普遍用在所有以哲學論證來確認宗教原則的人身上。穆塔卡拉明須與正統伊斯蘭教教徒與非穆斯林爭辯，他們被定位為兩者之間，但後人在很大程度上對穆爾太齊賴學派持批評態度，特別是在艾什爾里思想成形以後。

### 法爾薩法
9s世紀以後，哈里發馬蒙及其繼承者將希臘哲學引進，使阿拉伯人及波斯人都對希臘哲學有所認識，當中的逍遙學派較具代表性。肯迪、法拉比、伊本·西那、伊本·魯世德等人的基本理論被認為受到穆塔卡拉明的批評。
在阿拔斯王朝時期，許多的思想家及科學家在傳播希臘語、印地語及其他前伊斯蘭時期的知識到西方的基督徒上扮演著重要的角色，當中的一些人是異端的穆斯林及非穆斯林。他們使亞里士多德名揚於以基督徒為主的歐洲。法拉比、伊本·西那及肯迪透過伊斯蘭教結合亞里斯多德哲學、新柏拉圖主義及其他的思想。大多數人都認為他們是異端，有些人甚至將他們視為非伊斯蘭教的哲學家。
阿拉伯語的哲學文獻在西班牙被譯為希伯來語及拉丁語，有助現代歐洲哲學的發展。

### 凱姆拉與法爾薩法的差別
亞里士多德嘗試去論證神的唯一，不過就他所持有的看法會產生永無休止的問題，神不會是宇宙的造物者。要主張神只知道宇宙萬物的一般法則，而不知道個別及偶發的事情，那就等同於否定預言。亞里士多德理論的其中一部分觸動了穆塔卡拉明的信仰，那就是亞里士多德的靈魂學說。根據亞里士多德的理論，人類靈魂只是人類的物質形態，是人身上綜合的特性。這意味著人類的靈魂不存在於體外。亞里士多德確實寫道：「顯然，至少靈魂的一部分（如果靈魂是可分離的）不能與身體分離……因此那些認為靈魂不存在於體外的觀點是正確的。」亞里士多德認為主動理智可與軀體分離，但是許多解說都認為主動理智是神所散發出的超常實體，以啓體人類的思想，而不是人類靈魂的一部分。因此，亞里士多德的理論似乎是否定個別人類靈魂的不朽。
穆塔卡拉明首先建立了一套哲學體系以闡釋事物的創造，他們採納了德謨克利特所述的原子理論。原子不具備數量及延伸性，原子本來是由神所創造，並且由神視乎需要時創造。物體的存在與消亡都是由於原子的聚合與分離。不過，這個理論仍不能除去對哲學解釋創造萬物的異議。
如果假設神以祂的意志對既定的目標在既定時間發揮影響力，必須承認祂在實現祂的意志或達到目的之前，祂並非完美的。為了排解這個難題，穆塔卡拉明把原子論運用到時間上，他們宣稱就像空間是由原子和虛空組成一樣，時間是由不能分割的時刻組成。創造世界的概念一旦被確立以後，他們就能夠輕易地說明造物主的存在，因而認為神是唯一、全能及全知的。

### 法爾薩法的主要擁護者及批評者
純哲學在12世紀達致巔峰，凱拉姆因受到哲學家及正統信仰的批評而衰落，終因缺乏支持而湮滅。當時哲學的大為興盛在很大程度上可歸功於波斯人安薩里及猶太人犹大·哈列维。安薩里在他的著作《無邏輯的哲學家》（Tahafut al-Falasifa）裡對哲學的狠批，引起了有利哲學的趨向，他的批評反使哲學家有所得著。哲學家因而將他們的理論發展得更清晰、邏輯更嚴密。在這種影響下，伊斯蘭逍遙學派培育出兩位影響力重大的哲學家，即是伊本·巴哲及伊本·魯世德，他們是哲學的中流砥柱。
法爾薩法沒有給猶太人留下印象，因此波斯及阿拉伯並沒有萌生出思想及哲學運動。繼波斯人安薩里之後出現的是犹大·哈列维，這位詩人認為強調推測性的哲學是一種枷鎖，他毅然地承擔解放猶太教的責任，著作了《可萨人之书》一書。在書裡，他企圖使所有哲學流派喪失聲譽，他嚴厲地批評穆塔卡拉明利用哲學來為宗教尋求支持。他說道：「我認為信仰者要相信宗教真理才會達致至善，而不需要查察及解釋這些宗教真理。」他又這樣駁斥凱拉姆的主張：「與先知相對而言，凱拉姆到底有沒有讓我們更為認識神及祂的性質？」亞里士多德哲學也不被他青睞，書裡亦不乏對它的批評。新柏拉圖主義卻頗為符合他的心意，較為符合他的詩人氣質。
與邁蒙尼德處於同一時代的伊本·魯世德將穆斯林的第一個重要的哲學時期劃上句號。作為亞里士多德評註者的伊本·魯世德激起了正教宗教信仰者無差別地群起抨擊所有的哲學家，又把所有的哲學著作焚毀。伊本·魯世德的理論從根本上與伊本·巴哲及伊本·圖菲利並無不同，他們都依隨著伊本·西那和法拉比的學說。如其他的伊斯蘭逍遙學派者一樣，伊本·魯世德同意星體智慧及宇宙流出的假說，認為動力是由一地傳達至一地，直至宇宙的每一個部分及至上的世界。在阿拉伯哲學裡，這些假說等同廢止了亞里士多德所論及的二元論。伊本·魯世德將宗教及哲學分開看待的概念被阿威羅伊主義哲學學派進一步發揚，影響到當今世俗主義的發展，因此他在西歐被視為世俗主義的創建者。
在伊斯蘭學校的迫使下，伊斯蘭哲學在猶太人那裡得到庇護，猶太人將它傳到基督教世界。伊本·提本、納爾博尼（Narboni）、吉爾松尼德等顯赫人物都參與了將阿拉伯語哲學作品譯為希伯來語的工作裡，並加上評註。邁蒙尼德在寫給學生約瑟夫·本·猶大（Joseph ben Judah）的信件裡讚揚伊本·魯世德的評論，使伊本·魯世德的作品成為了研習的主題。
這些伊斯蘭的思想傳統描述很倚賴西方能夠認識多少（或願意認識多少）。一些史學家及哲學家不同意這些記載，並以截然不同的方法來描述這個時期。主要的爭議在於伊斯蘭哲學家的影響力，特別是伊本·西那等人的東方智慧與伊本·魯世德等人的西方思維的相對重要性。
現存最古老的猶太宗教哲學著作是薩阿迪亞·加昂的《信仰之書》。在書裡，薩阿迪亞談及萬物創造、神的整體單一、神的屬性、靈魂等，他嚴厲地批評其他的哲學家。他認為神無中生有地創造了世界，這一點得到了聖經的證實。他對穆塔卡拉明的原子論表示異議，他認為哲學家相信物質永恆，原子論違反了這個推論。
為了證明神的整體單一，薩阿迪亞引用了穆塔卡拉明的論證，只有本質屬性可歸因於神，動作則不能歸因於神。關於靈魂方面，穆塔卡拉明認為靈魂是偶然的，薩阿迪亞對此辯駁，利用他們的一個假定來證明他的觀點：「只有物質才可成為偶然的基本」薩阿迪亞論證道：「如果靈魂只是偶然，靈魂本身就不會還有智慧、喜悅及愛情等偶然。」薩阿迪亞是凱拉姆的支持者，他那些偏離凱拉姆的觀點都是他的宗教觀點，正如那些猶太人和穆斯林逍遙學派一樣，當可能會傷及他們的宗教時，他們會停止談論他們的亞里士多德觀點。

## 後期的伊斯蘭哲學
伊本·魯世德的逝世實際上意味著伊斯蘭哲學學派逍遙學派的破滅，西方伊斯蘭國家如伊斯蘭化的西班牙和北非等地的哲學活動明顯減少，在東方國家則持續了一段很長的時期，如伊朗、印度。文學家迪米特里·古塔斯及《斯坦福哲學百科全書》認為11世紀至14世紀是阿拉伯及伊斯蘭哲學的真正黃金時代，先有安薩里將邏輯成功引入到伊斯蘭學校的課程裡，隨之而來的便是阿維森納主義的冒起。
政治權力的重心由穆斯林轉移到西歐（西班牙及葡萄牙）的基督徒，西歐的穆斯林也順理成章地沒有再鑽研哲學，這導致東方的穆斯林世界與西方的交流疏離。在東方的穆斯林則繼續研習哲學，特別是位於現今伊朗及印度的一些王國及奧斯曼帝國的學者，他們流傳下來的著作可以證明這一點，較著名的有沙阿·瓦里烏拉（Shah Waliullah）及艾哈邁德·希爾信迪（Ahmad Sirhindi），這時期卻被前現代時期的伊斯蘭哲學史家所忽略。當時神學院依然教授邏輯學，直到近代。
伊本·魯世德以後，許多的伊斯蘭哲學流派紛紛湧現，包括伊本·阿拉比及穆拉·薩德拉（Mulla Sadra）創立的流派。這些流派依然活躍在伊斯蘭世界，因而特別重要，當中最為重要的有：
- 照明主義哲學
- 超驗通神論
- 蘇非形上學
- 傳統主義學派

### 照明主義哲學
12世紀的謝哈布丁·蘇哈拉瓦迪（Shahab al-Din Suhrawardi）創立了一個伊斯蘭哲學流派，稱為照明主義哲學。這個學派除了綜合阿維森納哲學及古伊朗哲學外，還加入了蘇哈拉瓦迪的創新思想。照明主義哲學常被形容是一個受新柏拉圖主義影響的流派。
在伊斯蘭哲學邏輯裡，照明主義哲學記錄了其對希臘邏輯的系統性反證，蘇哈拉瓦迪則發展出「決定性必需」的理論，這是邏輯哲學理論歷史裡的一大革新。

### 超驗智慧
穆拉·薩德拉在17世紀開創了超驗智慧学派，超驗智慧是伊斯蘭哲學的一個流派。他所提出的哲學及本體論對伊斯蘭哲學的重要性被認為與20世紀馬丁·海德格爾對西方哲學的影響相當。穆拉·薩德拉帶來了「本體本質的新哲學見解」，又開創了伊斯蘭哲學「由本質主義過渡到存在主義」的變革，西方哲學在此前的多個世紀也發生過同樣的變遷。
「本質先於存在」的觀念源自伊本·西那、他的學派阿維森納主義，還有謝哈布丁·蘇哈拉瓦迪及他的照明主義哲學。與這個觀念相對的是「存在先於本質」，由伊本·魯世德及穆拉·薩德拉引伸出來，以反對「本質先於存在」，這成為了存在主義關鍵的基礎理論。
穆拉·薩德拉認為，「某些事物必須先存在才會有本質，因此存在先於本質是一個定律」。這是他那超驗智慧理论的核心論點。賽義德·賈拉勒·阿什蒂亞尼將他的觀念總括如下：
|  | 存在的事物產生本質，存在就是純粹的存在，所以就是必然性存在。 |

### 邏輯
安薩里在11世紀成功把邏輯引進伊斯蘭學校的課程裡，令邏輯學的活動增多，當時的邏輯學主要集中在阿維森納的邏輯。
伊本·哈茲姆（Ibn Hazm）著作了《邏輯範圍》一書，書裡強調感官知覺作為知識來源的重要性。安薩里對神學的邏輯運用起著重要的影響，又將阿維森納的邏輯應用在凱拉姆裡。即使安薩里的邏輯世故老練，12世紀艾什爾里派的崛起使大部分伊斯蘭地區的邏輯原作受到束縛，波斯及黎凡特地區仍然有人研習邏輯。
法赫爾丁·拉齊批評亞里士多德的直言三段論，發展出歸納推理的模式，為約翰·斯圖爾特·密爾所建立的歸納推理系統埋下了伏筆。照明主義哲學記錄了其對希臘邏輯的系統性反證，照明主義哲學的創建者謝哈布丁·蘇哈拉瓦迪發展出「決定性必需」的理論，這是邏輯哲學理論歷史裡的一大革新。伊本·泰米葉也對希臘邏輯進行反證，著有《對希臘邏輯家的反駁》一書，他提供了證據證明歸納推理才是邏輯論證的正確形式，對觀察和實驗的科學方法發展有著重要的影響。

### 歷史哲學
第一部深入研究歷史學及評論史學方法的作品是阿拉伯艾什爾里派博學者伊本·赫勒敦的著作，他被視為歷史學、文化史及歷史哲學之父，《歷史緒論》及《世界通史》（Kitab al-Ibar）都是他的史學作品。《歷史緒論》為史學對國家、通信、政治宣傳及系統性偏差的觀察奠下了基礎，又探討了文明的興衰。
弗朗茲·羅森塔爾（Franz Rosenthal）在《穆斯林史學史》一書裡寫到：
|  | 穆斯林史學總是與伊斯蘭學術的整體發展緊密地聯繫起來，穆斯林的史學對史著的水平發揮了關鍵的作用……穆斯林史著的水平得到明顯的提升，超越了以往社會學對歷史的認知及將史學系統化的史籍。西方史學家在17世紀伊始以外國人的角度去看待世界，穆斯林的文獻無疑加快及充實了現代史著的發展。穆斯林史學間接及適當地促進當今的史學思維。 |

### 社會哲學
雖然艾什爾里派對伊斯蘭哲學產生了負面影響，社會哲學在後來還是能夠應運而生，最著名的社會哲學家是艾什爾里派的伊本·赫勒敦，他是當時唯一一個來自北非的主要伊斯蘭哲學家。在他的《歷史緒論》裡，他闡述了最早的社會哲學學說，明確表述了社會內聚力及社會衝突的理論。
《歷史緒論》還是七冊分析世界史的導論，伊本·赫勒敦被視為「社會學之父」、「歷史學之父」及「歷史哲學之父」，他是第一個詳細地探討社會學、歷史學及歷史哲學的人。

### 當代伊斯蘭哲學

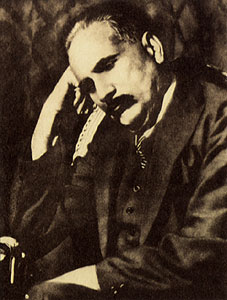
穆罕默德·伊克巴勒博士（1877年－1938年）是印度穆斯林哲學家、詩人及學者。

雖然西方學界認為蘇哈拉瓦迪照明主義哲學和穆拉·薩德拉超驗通神論的黃金時代以後，傳統伊斯蘭哲學告終，但現今傳統伊斯蘭哲學仍然非常活躍。另一個不得不提的哲學家是穆罕默德·伊克巴勒，他在20世紀早期的印度次大陸重整及復興了伊斯蘭哲學。他除了著作了一些烏都爾語和波斯語詩作外，他的《伊斯蘭宗教思想之重建》是伊斯蘭現代政治哲學的里程碑。
在當代，希克邁（Hikmah，智慧）學說持續茂盛。
近年最為活躍的伊斯蘭哲學家分別是：
- 里亞茲·艾哈邁德·喬哈爾·夏希：國際宗教運動伊斯蘭安朱曼希爾法羅尚的創始人及伊斯蘭教、唯靈論方面的作家。《阿拉的宗教》是他最出色的著作之一，他在書裡介紹了阿拉之愛的哲學。他認為阿拉之愛是阿拉所持有的態度，每一個人都被賜予可靠近真主的精神力量，阿拉之愛對任何階級、宗教信仰、民族不存有任何差別[49]。他的觀點各個宗教提供了討論的平台，消除了宗教之間的不同。
- 魯霍拉·穆薩維·霍梅尼：伊朗伊斯蘭共和國的創建者，他是希克馬特穆達利亞哲學流派的著名教師。他在發動伊斯蘭革命之前是少數在庫姆的宗教學院教授哲學的人[50]。
- 穆罕默德·侯賽因·塔巴塔拜（Muhammad Husayn Tabatabaei）：出產了大量典籍的作家，包括27卷的古蘭經評註《米贊經注》。
- 莫爾塔札·穆塔哈里（Murtaza Motahhari）：塔巴塔拜的學生、伊朗伊斯蘭革命的殉道者及作家。他與塔巴塔拜及魯霍拉·穆薩維·霍梅尼同屬希克馬特穆達利亞哲學流派。
- 阿布·阿拉·毛杜迪（Abul Ala Maududi）：他在20世紀創立了現代伊斯蘭主義政治思想，是伊斯蘭促進會的創立人，他獻身於復興伊斯蘭思想傳統的事業裡[51]。
- 穆罕默德·哈米杜拉（Muhammad Hamidullah）：出身於一個法學家、學者、作者及蘇非主義家庭。他是世界知名的印度伊斯蘭教及國際法學者，著名於對聖訓歷史的研究、翻譯古蘭經及在西方世界散播伊斯蘭學說。
- 法茲勒·拉赫曼·馬利克（Fazlur Rahman Malik）：芝加哥大學伊斯蘭思想的教授、伊斯蘭哲學的專家。
- 賈韋德·艾哈邁德·加米迪（Javed Ahmad Ghamidi）：著名的巴基斯坦伊斯蘭學者、評註家及教師，又是前伊斯蘭促進會的成員。他擴充了其導師艾敏·阿赫桑·伊斯拉希的作品[52]。

## 批評
哲學受到一些穆斯林批評。馬利克·阿本·阿納斯責難哲學論說，向哲學的支持者表明他會堅守他的信仰，而哲學的支持者則是「抱有懷疑的人」。在現今，伊斯蘭哲學思想也被現代賽萊菲運動的學者批評。
許多伊斯蘭思想家對哲學並不如想像那樣熱忱，但也不能單純地說那是由於哲學是「外來的學問」而被抗拒。伊斯蘭哲學專家奧利弗·利曼（Oliver Leaman）指出，著名神學家反對哲學的矛頭很少對著哲學本身，而是在哲學家所歸納出來的結論上。因評論哲學家而聞名的安薩里本身也是哲學及邏輯的專家，他批評哲學家的結論在神學上是錯誤的。他認為這些結論最嚴重的謬誤是相信神與宇宙萬物永恆共存、否認肉身復活以及神只會知曉抽象共相，而不知曉個別事物的主張（並不是所有哲學家都持有相同的見解）。

### 引用
1. ↑  Reuven Firestone. . Jewish Publication Society. 2008年: 第98頁. ISBN 0827608640 （英语）.
2. ↑  Edward Craig. . Routledge. 2000年: 第406頁. ISBN 0415223644 （英语）.
3. ↑  Oliver Leaman. . Wiley-Blackwell. 1999年: 第16頁. ISBN 0745619614 （英语）.
4. ↑  Hermann Landolt、Todd Lawson. . I.B.Tauris. 2005年: 第87頁. ISBN 1850434700 （英语）.
5. ↑  Jamal J. Elias. . Routledge. 1999年: 第45頁. ISBN 0203516605 （英语）.
6. ↑  Josef W. Meri. . Routledge. 2005年: 第612頁. ISBN 0415966906 （英语）.
7. ↑  William C. Chittick. . SUNY Press. 1998年: 第35頁. ISBN 0791434036 （英语）.
8. ↑  Shabbir Akhtar. . Routledge. 2007年: 第177頁. ISBN 0415437830 （英语）.
9. ↑  M. A. Cook. . Cambridge University Press. 2000年: 第196頁. ISBN 0521661749 （英语）.
10. ↑  Hamid Naseem. . Sarup & Sons. 2001年: 第22頁. ISBN 8176252301 （英语）.
11. ↑  Silvano Borruso. . Paulines Publications Africa. : 第76頁. ISBN 996608200X （英语）.
12. ↑  Jana K. Schulman. . Greenwood Publishing Group. 2002年: 第289頁. ISBN 0313308179 （英语）.
13. ↑  Jeffry John Stein. . Universal-Publishers. 2005年: 第318頁. ISBN 1581124910 （英语）.
14. ↑  John Shand. . Routledge. 2003年: 第181頁. ISBN 0203634233 （英语）.
15. ↑  Julie Scott Meisami、Paul Starkey. . Taylor & Francis. 1998年: 第283頁. ISBN 0415185718 （英语）.
16. ↑  Johannes P. Schadé. . Foreign Media Group. 2006年: 第840頁. ISBN 1601360002 （英语）.
17. ↑  Aristotle、Terence Irwin、Gail Fine. . Hackett Publishing. 1995年: 第179頁. ISBN 0915145677 （英语）.
18. ↑  Diogenes Allen、Eric O. Springsted. . Westminster John Knox Press. 2007年: 第97頁. ISBN 0664231802 （英语）.
19. ↑  J. C. Smith. . Springer. 1991年: 第37–38頁. ISBN 0792312422 （英语）.
20. ↑  Harry Austryn Wolfson. . Harvard University Press. 1982年: 第411頁 （英语）.
21. ↑  Thomas F. Glick、Steven John Livesey、Faith Wallis. . Routledge. 2005年: 第195頁. ISBN 0415969301 （英语）.
22. ↑  Centre for Research into Post-Communist Economies. . Centre for Research into Post Communist Economies. 2006年: 第155頁. ISBN 0948027460 （英语）.
23. ↑  Raphael Jospe. . Fairleigh Dickinson Univ Press. 1997年: 第121頁. ISBN 0838637264 （英语）.
24. ↑  Paradigms in Jewish philosophy，119頁
25. ↑  Krishna Dayal Bhargava. . Kitab Mahal. 1981年: 第163頁 （英语）.
26. ↑  Ibn Rushd. . Dodo Press. 2009年. ISBN 1409931382 （英语）.
27. ↑  Kenneth Seeskin. . Cambridge University Press. 2005年: 第14頁. ISBN 0521819741 （英语）.
28. ↑  Silvano Borruso. . Paulines Publications Africa. : 第77頁. ISBN 996608200X （英语）.
29. 1 2  Tony Street. . Stanford Encyclopedia of Philosoph. 2008-07-23  [2009-10-20]. （原始内容存档于2020-12-11） （英语）.
30. ↑  Muḥammad Kamāl. . Ashgate Publishing, Ltd. 2006年: 第12頁. ISBN 0754652718 （英语）.
31. ↑  Frank Reynolds、David Tracy. . SUNY Press. 1990年: 第220頁. ISBN 079140417X （英语）.
32. ↑  John L. Esposito. . Oxford University Press US. 2004年: 第223頁. ISBN 0195125592 （英语）.
33. ↑  Mehdi Amin Razavi. . Routledge. 1997年: 第35頁. ISBN 0700704124 （英语）.
34. ↑  Muḥammad Kamāl. . Ashgate Publishing, Ltd. 2006年: 第9、39頁. ISBN 0754652718 （英语）.
35. ↑  Cyril Glassé、Huston Smith. . Rowman Altamira. 2003年: 第201頁. ISBN 0759101906 （英语）.
36. ↑  Peter S. Groff、Oliver Leaman. . Edinburgh University Press. 2007年: 第35頁. ISBN 0748620893 （英语）.
37. 1 2  Mehdi Amin Razavi. . Routledge. 1997年: 第130頁. ISBN 0700704124 （英语）.
38. ↑  Khwaja Jamil Ahmad. . Ferozsons. 1984年: 第170頁 （英语）.
39. ↑  Ahmad Gali、Ahmad Mohammad. . Journal of King Saud University. 2008, 4 (2): 403–428 （英语）.
40. ↑  Hamid Naseem Rafiabadi. . Sarup & Sons. 2005年: 第124頁. ISBN 8176255556 （英语）.
41. ↑  NK Singh、A Samiuddin. . Global Vision Publishing Ho. 2004年: 第402頁. ISBN 8187746548 （英语）.
42. ↑  Q. Edward Wang、Franz L. Fillafer、Georg G. Iggers. . Berghahn Books. 2007年: 第197頁. ISBN 1845452704 （英语）.
43. ↑  . The Islamic Scholar.   [2009-10-22]. （原始内容存档于2023-03-08） （英语）.
44. ↑  Saleh Faghirzadeh. . Soroush Press. 1982年: 第113頁 （英语）.
45. ↑  Fuad Baali. . SUNY Press. 1988年: 第11頁. ISBN 0887066100 （英语）.
46. ↑  The new encyclopedia of Islam，第195頁
47. ↑  M. Saeed Sheikh、Mian Mohammad Sharif. . Octagon Press. 1982年: 第141頁 （英语）.
48. ↑  Muhammad Iqbal. . Dodo Press. 2009年. ISBN 140996843X （英语）.
49. ↑  R. A. Gohar Shahi. . Mehdi Movement International. ISBN 9748261123 （英语）.
50. ↑  James A. Bill、John Alden Williams. . UNC Press. 2003年: 第82頁. ISBN 0807854999 （英语）.
51. ↑  Hamid Enayat. . I.B.Tauris. 2005年: 第101頁. ISBN 1850434662 （英语）.
52. ↑  Shireen Hunter. . M.E. Sharpe. 2009年: 第177頁. ISBN 0765622386 （英语）.
53. ↑  A brief introduction to Islamic philosophy，第21頁

## 外部連結
- 伊斯蘭哲學術語字典 （页面存档备份，存于）（英文）
- 伊斯蘭倫理及哲學字典（英文）
- 伊斯蘭哲學的概念及意義 （页面存档备份，存于）（英文）－賽義德·海珊·納斯爾著
- 伊斯蘭哲學在線（页面存档备份，存于）
- 阿威羅伊的足跡－伊斯蘭改革派思想家穆罕默德·沙阿魯爾（页面存档备份，存于）（英文）
- 伊斯蘭哲學史（页面存档备份，存于）（英文）（1903年）
- 伊斯蘭哲學研究（页面存档备份，存于）（英文）
- 出自勞特利奇哲學百科全書的伊斯蘭哲學（页面存档备份，存于）（英文）
- 伊斯蘭思想遺產可否被復原？（英文）
- 伊斯蘭哲學史（英文）－亨利·科爾賓著，第一部分
- 伊斯蘭哲學史（英文）－亨利·科爾賓著，第二部分